# Restitui
"Restitui" é uma canção gravada pelo grupo cristão brasileiro Ministério Apascentar de Nova Iguaçu, gravada para o álbum Restituição, lançado em novembro de 2003. Foi composta pelos vocalistas da banda, Luiz Arcanjo e Davi Sacer, sendo interpretada por Sacer. A produção musical e arranjos foi do tecladista Leandro Silva.
A canção se tornou um sucesso no meio evangélico, sendo considerada a mais conhecida de seu grupo e vencendo o Troféu Talento em 2005. Entretanto, são várias críticas à sua letra, principalmente por conta de seu refrão que pode ser interpretado alguém dando ordens a Deus, em: "Restitui! Eu quero de volta o que é meu".
Todas as canções do disco, incluindo "Restitui" foram escritas durante um tempo em que o Ministério Apascentar (igreja a qual o grupo faz parte) estava vivendo uma campanha pela restituição. Então a maior parte das canções do disco se baseiam pelo tema, com destaque para a canção-título.
"Restitui" foi regravada várias vezes no meio cristão: O próprio Toque no Altar a registrou no DVD Toque no Altar e Restituição (interpretada por Davi Sacer), o Trazendo a Arca a registrou no disco Ao Vivo no Japão (interpretada por Luiz Arcanjo), o próprio Trazendo a Arca registrou "Restitui" como uma das faixas da coletânea 10 Anos, coletânea lançada em 2012 e Davi Sacer, em sua carreira solo regravou-a em No Caminho do Milagre (2011) e no álbum 15 Anos (2019). Ainda, Waguinho, e Marco Feliciano foram outros intérpretes notáveis da canção.

## Composição
Luiz Arcanjo afirmou, em um vídeo publicado em 2020, que a composição de "Restitui" ocorreu por uma situação delicada. O músico estava no Ministério Apascentar, quando se aproximou uma membro da igreja para lhe contar um problema. Segundo Arcanjo, a mulher contou que sofreu um acidente automobilístico com sua família e todos que estavam com ela no carro morreram, o que a levou a sofrer bastante. Arcanjo chegou a dizer que, diante da história, começou a chorar. Tempos depois, inspirado na tragédia, resolveu escrever uma canção sobre trazer à vida o que estava morto, juntamente com Davi Sacer.
Já Davi Sacer, em entrevista dada em 2011, afirmou que "Restitui" surgiu a partir de um pedido do pastor Marcus Gregório para uma canção sobre restituição. Davi disse que inicialmente não se empolgou com a ideia, porque pessoalmente não se identificava com a temática. Tempos depois, o cantor se reuniu com Luiz Arcanjo e a música mais tarde surgiu.
Quando "Restitui" foi lançada, a música ganhou uma conotação diferente da composição. Segundo Arcanjo, o fato da música ter sido extensamente utilizada em igrejas evangélicas durante campanhas de prosperidade ajudou. Sobre isso, ele chegou a dizer: "não é uma música sobre dinheiro, é uma música sobre vida" e que "se foi usada em campanhas de prosperidade, a culpa não é minha".

## Gravação
"Restitui" teve vocais gravados por Davi Sacer e produção musical do tecladista Leandro Silva. A canção ainda recebeu uma versão em videoclipe que se tornou faixa bônus interativa do CD Restituição. As imagens foram gravadas ao vivo no Ministério Apascentar de Nova Iguaçu. Nas cenas, Davi Sacer se destaca por estar careca.

## Regravações e legado
"Restitui" se tornou um dos maiores sucessos do grupo e Davi Sacer chegou a dizer, em algumas ocasiões, que era a música mais importante de sua carreira. A faixa foi extensamente regravada pelos músicos. O próprio Toque no Altar a registrou no DVD Toque no Altar e Restituição (interpretada por Davi Sacer). O Trazendo a Arca a registrou no disco Ao Vivo no Japão, pela primeira vez interpretada por Luiz Arcanjo) e, em 2014, também sob vocais de Arcanjo, a faixa foi regravada em espanhol para o disco Español, cujo título foi "Restituye".. Davi Sacer, em sua carreira solo, regravou-a em No Caminho do Milagre. Em 2019, Davi Sacer regravou "Restitui" com a participação do cantor Ton Carfi para o álbum 15 Anos, roupagem que chegou a ser lançada como single pela gravadora Som Livre. Em 2020, um trecho da faixa foi novamente tocada pelo Trazendo a Arca em parceria com o ex-vocalista Davi Sacer durante o show de reunião da formação clássica da banda. A performance, que contou com os vocais de Sacer, não chegou a fazer parte do álbum O Encontro.
Outros músicos evangélicos como Waguinho e Marco Feliciano foram intérpretes notáveis da canção. Além disso, "Restitui" foi inclusa em 2005 no álbum O Melhor do Louvor das Igrejas Vol. 2, coletânea distribuída pela gravadora MK Music.
Em 2013, foi anunciado que a música "Restitui" se transformaria em um filme, mas o projeto não foi lançado.
A canção também chegou a ser premiada no Troféu Talento 2005 na categoria Música do Ano.

### Premiações
| Premiação      | Categoria     | Resultado | ref    |
| -------------- | ------------- | --------- | ------ |
| Troféu Talento | Música do ano | Venceu    | [ 15 ] |